# Oberndorf in Tirol
Oberndorf in Tirol – gmina w Austrii, w kraju związkowym Tyrol, w powiecie Kitzbühel. Według Austriackiego Urzędu Statystycznego liczyła 2104 mieszkańców (1 stycznia 2015).